# 메틸렌디옥시메스암페타민
3,4-메틸렌디옥시메탐페타민(영어: 3,4-methylenedioxymethamphetamine) 줄여서 MDMA 또는 일명 엑스터시(영어: Ecstasy)는 향정신성 물질의 일종이다. 기본적으로 각성제이나 뇌 속에 세로토닌·도파민· 노르에피네프린의 분비를 촉진시켜 환각도 일으킬 수 있다. 복용 후 30분에서 1시간 사이 서서히 작용하며 6시간 ~ 10시간 지속적이다. 상당히 강한 중독성과 부작용으로 대부분의 국가에서 사용이 금지되어 있으나 일부 국가에서는 PTSD 등에 대한 치료 목적의 실험적 시도가 있다.
엑스터시를 복용한 상태에서는 갈증을 느끼지 못하기 때문에 심각한 탈수 증세를 일으킬 수 있다. 특히, 알콜과 동시에 투약할 경우 약물 상호작용에 의한 갈증과 체온상승 등 부작용으로 사망할 수 있다. 반대로 저나트륨증에 의한 ‘수분 중독’ 현상도 있는 것으로 알려져 있다.

## 합성
MDMA는 Safrole의 유도체이다. Safrole은 일반적으로 썩은 생강에서 자연적으로 생성된다.
MDMA는 Safrole의 Wacker Oxydation으로 MDP2P(3,4-Methylenedioxy Phenyl-2-Propanone)라는 유도체를 만들어서 알루미늄 아말감이나 NaBH3CN같은 것으로 수소를 첨가해서 합성 할 수 있다.
Wacker Oxidation이란, Pb같은 금속 Chloride의 화합물의 존재하에, 에틸렌을 아세트알데하이드로 바꾸는 방법이다.
Safrole이나 iso-Safrole을 메탄올과 Lead(II) Chloride로 Wacker Oxidation을 일으켜서 MDP2P로 만듬 다음,
MDP2P를 메틸아민이나 NaBH3CN으로 환원하고 HN과 메틸기를 붙혀서 합성한다.

## 같이 보기
- 메스암페타민(일명: 필로폰)